# 後眼窩骨
後眼窩骨（こうがんかこつ、英 : Postorbital bone）は、後眼窩骨は脊椎動物の頭蓋骨を形成する骨の一つで、真皮頭蓋天井の一部を形成し、眼窩の周囲にリングを形成することもある。一般的に後眼窩骨は、後前頭骨と眼窩窓の後方に位置する。一部の脊椎動物では、後眼窩骨が後前頭骨と融合しpostorbitofrontalを形成する。鳥類は胚の段階で後眼窩骨は別にあるが、孵化する前に前頭骨と融合する。